# Looping the Loop
Looping the Loop ist ein 1928 entstandenes, international besetztes deutsches Stummfilm-Liebesdrama aus der Welt des Zirkus.  Unter der Regie von Arthur Robison spielten Werner Krauß (Deutschland), Jenny Jugo (Österreich), Warwick Ward (England) und Gina Manès (Frankreich) die Hauptrollen.

## Handlung
Der Zirkusclown Botto ist in seinem Fach einer der Besten, sein Ruhm hat jedoch nicht bewirkt, dass er eine schon lange währende Scheu gegenüber der Damenwelt verloren hat. Einst hatte ihn ein Mädchen, das er sehr liebte, aufgrund seines Berufes ausgelacht. Artist André, ein junger attraktiver Mann, ist da vollkommen anders: Er liebt die Frauen und gilt nicht als Kostverächter. Seine derzeitige Flamme heißt Hanna und tritt im Zirkus als Kunstschützin auf. Eines Tages begegnet André der noch sehr jungen Blanche Vallette, die mit dem Zirkus rein gar nichts zu tun hat. Die feinnervige Blanche zeigt Interesse an André, hält aber aus einer Fehlinterpretation heraus Hanna für Andrés Geliebte und erleidet einen Zusammenbruch. Botto, der Blanche bewusstlos auf der Straße liegend findet, kümmert sich fürsorglich um sie und bringt Blanche nach Hause. Rasch findet der Clown Anschluss an Blanches Familie, lernt ihre Mutter und ihren Vater kennen. Da er aber noch immer unter seiner schlimmen Erfahrung von einst leidet, behauptet er, er sei Ingenieur, um nicht erneut von einer Dame seines Herzens ausgelacht zu werden. Er überhäuft Blanche mit Geschenken und denkt schon an Hochzeit, da ziehen Gewitterwolken am Beziehungshimmel auf…
Nach einigen Monaten besucht Blanche eines Abends den Zirkus, in dem Botto und André auftreten. Sofort sticht sie dem Womanizer und Luftikus André ins Auge, der sie mit seinem Casanova-Charme um den Finger zu wickeln versucht. In der Vorstellungspause stößt Hanna hinzu, die ihrem André eine Eifersuchtsszene macht. Daraufhin kommt es auch zum Streit zwischen Blanche und dem „gebrannten Kind“ Botto, woraufhin Blanche davonläuft. Sie kehrt jedoch zu André zurück, der viel besser als Botto weiß, wie man eine Frau betört. Während einer großen Vorstellung in London tritt sie mit ihm in einer Loopingnummer auf. Bei der Todesschleife, dem Looping the Loop, kommt es zu einem schweren Unglück. André stürzt aus großer Höhe in die Tiefe und kommt zu Tode. Botto, der zum gleichen Zeitpunkt anwesend ist und in voller Kostümierung und Maskierung auf seinen eigenen Auftritt wartet, rennt zu Blanche und hilft ihr. Da Blanche ihn in seiner Clownsbemalung nicht erkennt, weiß sie auch nicht, dass es sich bei ihrem Retter um Botto handelt. Als sie ihm ihr Herz ausschüttet, wird Botto klar, dass sie ihn aufrichtig liebt, egal welchem Beruf er nachgeht. Blanche, gewahr werdend, dass der nunmehr abgeschminkte Botto vor ihr steht, bittet ihn um Verzeihung, und beide können nun ihren gemeinsamen Lebensweg beschreiten.

## Produktionsnotizen
Looping the Loop (Untertitel: Die Todesschleife) entstand im Januar und Februar 1928 in den UFA-Ateliers in Neubabelsberg (Atelieraufnahmen) und in London (Außenaufnahmen). Der Film passierte am 24. Mai 1928 die Zensur und wurde am 15. September 1928 zur Eröffnung des UFA-Theaters Universum am Lehniner Platz in Berlin uraufgeführt. In Wien lief der Film am Neujahrstag 1929 an. Der Film besaß in Deutschland sechs Akte (in Österreich: acht Akte), verteilt auf 3347 Meter (in Österreich: ca. 2700 Meter) und wurde mit Jugendverbot belegt.
Robert Herlth und Walter Röhrig entwarfen die Filmbauten. Gregor Rabinowitsch war auch Produktionsleiter, Max Wogritsch Aufnahmeleiter. Erich Holder diente Robison als Regieassistent.

## Kritiken
„Vor allem ist es die Hauptfigur des Stückes, Botto, der Clown, der vorzüglich gezeichnet ist und einen Typus aus dem vielgestaltigen Zirkusleben darstellt, wie er wohl leicht in Wirklichkeit vorkommen mag: mit allen seinen frohen Stimmungen, seinen Erfolgen in der Manege und – seinem Kummer im Herzen. (…) Es mag sein, dass … der Photograph (Carl Hoffmann), der zwar mit vielen stimmungsvollen Zirkusaufnahmen aufwartet, manches verabsäumt hat. Auch Warwick Ward hat man schon besser gesehen, vor allem In "Varieté". Dagegen findet der Clown Botto in Werner Krauß eine Verkörperung, wie sie wohl besser nicht gedacht werden kann.“

„Alle Lebendigkeit des Films geht von Nicht-Spielern aus. Von dem Massenaufgebot mitwirkender Artisten: Japaner am schwingenden Trapez, Elephanten im Dressurakt, Pferde, Girls – das riecht nach Zirkus. (…) Vorüberflitzende Namenlose ergänzen den Zirkusbetrieb. Das Publikum sieht ihn immer wieder gern. (…) Man würde dann endlich auch einmal Werner Krauß in die Filmatmosphäre bringen. So stellt er nur immer wieder seine unerschöpflichen Theatermasken vor die Kamera, immer wieder ein entfernter Verwandter von "Dr. Caligari". Sein Clown zeigt sich in einer Szene mit zwiefachem Gesichtsausdruck: geschminkt und abgeschminkt zugleich. So ist der ganze Krauß im Film. (…) Das Auge hat zum Schauen genug – zum Erleben zu wenig. Die Fülle des Aufgebotenen aber wird den Film für die Massen der Kinobesucher zu einer Zirkus-Attraktion machen.“

„Die Handlung dieses neuen Zirkus-Großfilms der Ufa-Lichtspiele steht und fällt mit der etwas fragwürdigen These, daß ein Clown bei Frauen kein Glück habe. Die Frauen müßten über ihn lachen, also sei er als Mann erledigt. (…) Zwar hat sich Arthur Robison, der Regisseur, um ein echtes und reiches Milieu bemüht, aber er ist in ihm nicht so zu Hause wie Max Reichmann, der in dem "Manege"-Film bis in die kleinste Einzelheit hinein die Wirklichkeit traf. Robison übertreibt nicht selten und trägt überhaupt zu dick auf. Manches ist ihm allerdings ausgezeichnet gelungen; so eine Traumszene, in der sich der Clown über das zur Puppenhaftigkeit verkleinerte Holzgerüst der "Todesschleife" neigt, auf der die Geliebte sich mit dem Artisten produzieren soll. Gerettet wird der Film durch Werner Krauß, der die Rolle wundervoll zart und mit melancholischer Anmut durchführt.“

Die Österreichische Film-Zeitung schrieb: „Die glänzende Regie Arthur Robisons schöpft jede Wirkungsmöglichkeit aus, schafft Bildfolgen und Einzelszenen, die spannend und hochinteressant zugleich sind und eine seltene Beherrschung des Milieus und der Menschen, die in demselben wurzeln, erkennen lassen. (…) Ueberragend in der Darstellung der Hauptfigur, des Clowns Botto, ist Werner Krauß, dessen Gestaltung zu dem prachtvollsten gehört, was man von diesem Künstler bisher zu sehen bekam. (…) Einen besonderen Hinweis verdient die Photographie, die mit wahrhaft raffinierten technischen Mitten Meisterhaftes vollbracht hat.“
Paimann’s Filmlisten resümierte: „Die typische Zirkusgeschichte mit dem Bajazzomotiv kombiniert, in gefälliger Variation flüssig gearbeitet. Daß dieses Sujet keine volle Wirkung erzielt, mag an der spärlichen mimischen Ausdrucksfähigkeit der sehr hübschen Jenny Jugo … liegen, welche die ausgezeichnete Leistung Werner Krauß‘ …, der hier … einen Menschen von Fleisch und Blut geschaffen, nicht ergänzt. Dafür entschädigen reichlich originelle und gut gesehene Bilder aus der Welt des Zirkusses, eine reibungslose Regieführung und die ausgezeichnete Photographie.“